# Betty Pettersson

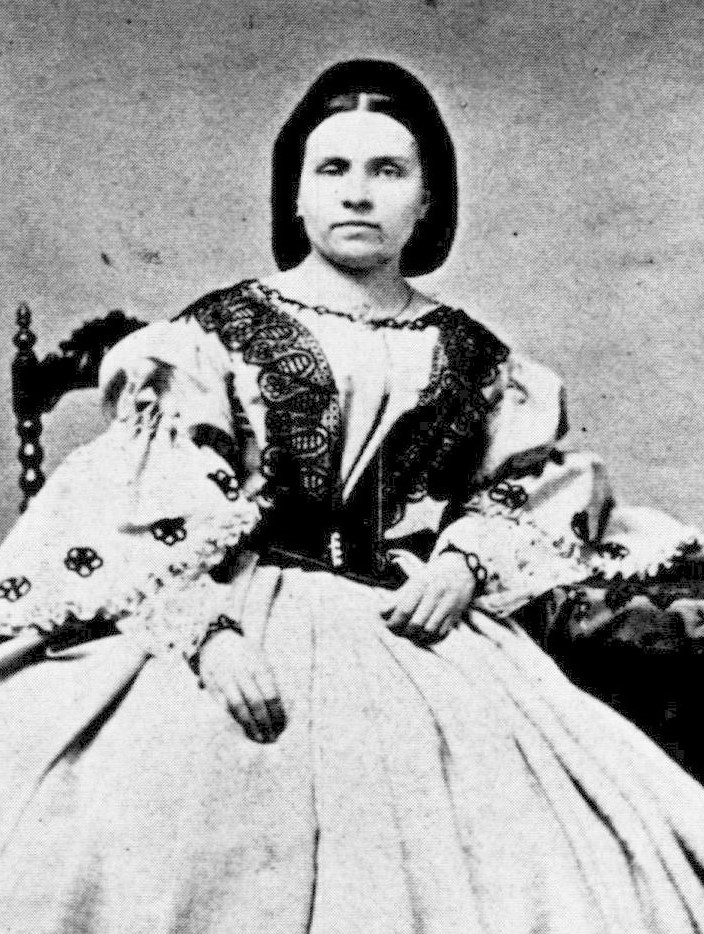
Betty Pettersson (Fotografie)

Betty Pettersson, mit vollständigem Namen Betty Maria Carolina Pettersson (* 14. September 1838 in Visby; † 7. Februar 1885 in Stockholm), war eine schwedische Gymnasiallehrerin. Sie war die erste Frau in Schweden, die das Reifezeugnis erhielt, an einer Universität studierte und als Gymnasiallehrerin arbeitete.

## Leben
Betty Pettersson wurde am 14. September 1838 in der Adelsgatan 35 innerhalb der Stadtmauer von Visby als zweites Kind ihrer Eltern, Magdalena Sofia Carolina Kullberg († 1873) und Sattler Olof Pettersson (1812–1857), geboren. Ihre Geschwister waren Johan Christian Edvard Pettersson (* 1836) und Hedvig Olivia Johanna Pettersson (* 1840). Betty galt als begabtes Kind und besuchte die Privatschule der Fräulein Molander in Visby zusammen mit Kindern aus wohlhabenderen Familien. Außerdem wurde sie in Englisch und Tanzen unterrichtet. Nach ihrem Schulabschluss reiste sie auf das Festland, wo sie vermutlich eine erste Lehrerinnenausbildung erhielt und in einer Privatschule auf Gotland unterrichtete. Zwischen 1860 und 1871 arbeitete sie als Gouvernante auf Schlössern und Herrensitzen verschiedener adliger Familien, unter anderem für Freiherr Gustaf Lybecker auf Djursnäs im nördlichen Tjust und für Freiherrin Natalie de Geer auf Stjärnholm in Södermanlands län. Erst im Jahr 1870 wurden auf einen Beschluss des schwedischen Reichstags hin die höheren Schulen für Frauen geöffnet. Am 16. Mai 1871 legte Betty Pettersson als 33-Jährige die Reifeprüfung an der Nya Elementarskolan in Stockholm ab; die Tageszeitung Dagens Nyheter widmete ihr dazu eine Kurzmeldung. Sie war schon 1870 zur Prüfung angemeldet gewesen, hatte sie jedoch noch nicht abgelegt. Im Examensprotokoll sprach ihr der Rektor seine besonderen Glückwünsche aus.

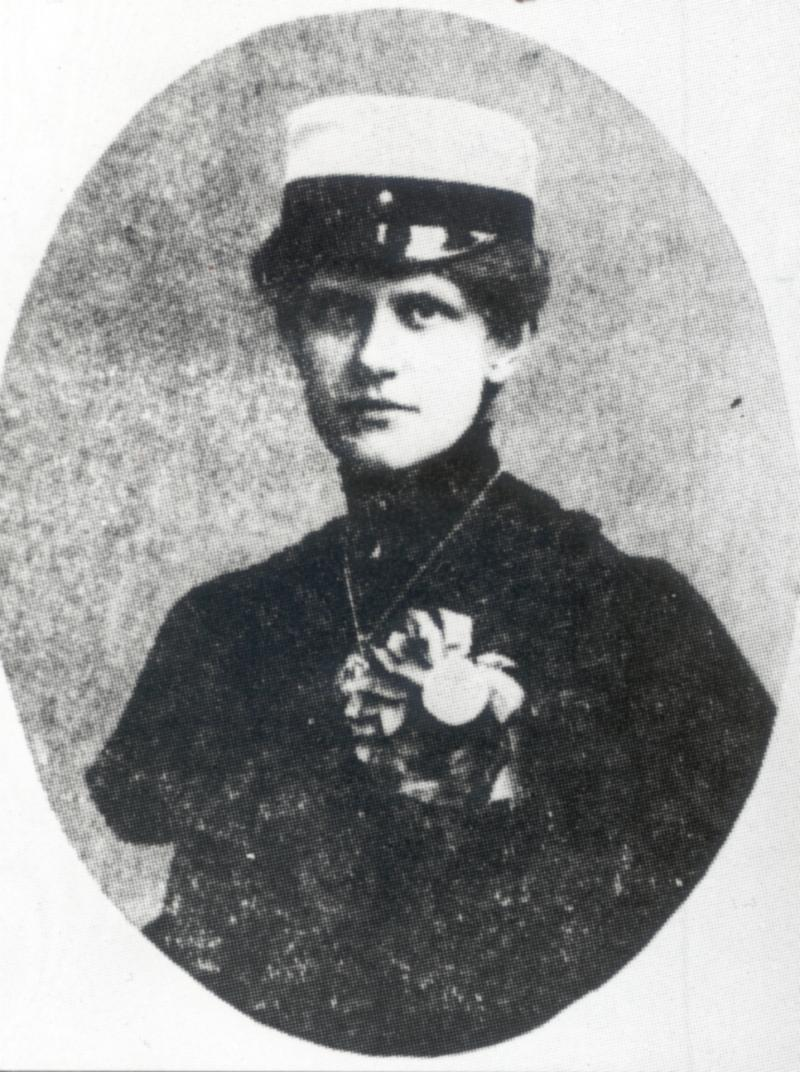
Betty Pettersson als Studentin

1872 ersuchte sie um eine Ausnahmegenehmigung, um an der Universität Uppsala zu studieren, mit der Begründung, dass Frauen seit 1870 Medizin studieren durften; erst 1873 gab es eine allgemeine Studiumserlaubnis für Frauen. Die Ausnahmegenehmigung wurde auch deshalb bewilligt, weil es keine Bestimmungen gab, die es Frauen explizit verboten, an einer Universität zu studieren. Am 27. Februar 1872 wurde Betty Pettersson immatrikuliert und trat der Studentenverbindung Gotlands nation bei, deren übrige 24 Mitglieder ihren Unmut zum Teil in Karikaturen und Schmähliedern äußerten, beispielsweise Och därför jag väcker motion att ej fröken Betty tas in i nation (übersetzt etwa „Und daher stelle ich den Antrag, dass Fräulein Betty nicht in die Studentenverbindung aufgenommen wird“). Abgesehen von Vorlesungen und Seminaren durfte sie nicht an Universitätsveranstaltungen teilnehmen; den Rektor oder die Studentenverbindung durfte sie ohne Begleitung eines männlichen Verwandten nicht besuchen. Am 28. Januar 1875 machte Betty Pettersson  ihren akademischen Abschluss als filosofie kandidat in den Hauptfächern Neuere europäische Linguistik und Moderne Literatur sowie in nordischen Sprachen, Latein, Geschichte, Mathematik, Chemie, Botanik, Zoologie und Philosophie. Damit war sie die zweite Frau in Schweden, die eine Prüfung für einen akademischen Abschluss ablegte. Ein Novum war auch ihre Anstellung an einem staatlichen Gymnasium: Im Herbst 1875 begann ihr Probejahr an Ladugårdslands lägre elementarläroverk (heute Östra Real) in Stockholm, das zu dieser Zeit nur von Jungen besucht wurde. Sie unterwies dort als zusätzliche Lehrkraft und Klassenleiterin von 1877 bis 1885.
Betty Pettersson war zeitlebens unverheiratet und lebte mit ihrer Schwester Hedvig zusammen, die den Haushalt besorgte. Am 7. Februar 1885 starb sie mit 47 Jahren an Lungentuberkulose. Sie wurde auf dem Norra begravningsplatsen („Der nördliche Friedhof“) in Stockholm begraben, wo ein Gedenkstein an sie erinnert.

## Nach ihrem Tod
Nach ihrem Tod wurden einige Artikel ihr zu Ehren verfasst. August Strindberg, von dem viele frauenfeindliche Aussagen stammen, beschuldigte Betty Pettersson hingegen in seiner Novellensammlung Giftas II des Betruges, ohne ihren Namen direkt zu nennen: 

„Den första qvinna, som tog studentexamen i Sverge, fuskade, så som ingen pojke förr gjort. Hon lät interfoliera sitt latinska lexikon med Rabes grammatika. Hon kuggades, vill jag minnas, den gången; men gick igenom året derpå. Och när hon dog, firades hon med tårar såsom en vägbryterska, af qvinnor och — män. De snälla männen!“

„Die erste Frau, welche die Reifeprüfung in Schweden ablegte, schummelte, wie es kein Junge zuvor getan. Sie ließ Rabes Grammatik zwischen die Seiten ihres lateinischen Lexikons binden. Sie fiel durch, möchte ich erinnern, dieses Mal; aber absolvierte (die Prüfung) im Jahr darauf. Und als sie starb, wurde sie mit Tränen gefeiert als Bahnbrecherin, von Frauen und — Männern. Die netten Männer!“

1925, 50 Jahre nach Betty Petterssons Universitätsabschluss, schrieb Andrea Andreen in einem Artikel in Tidevarvet, dass nicht sehr viele Briefe oder andere Dokumente von Betty Pettersson erhalten sind. Anna Lybecker, eine frühere Schülerin von Betty Pettersson, erinnerte sich 1925 in der Zeitschrift Idun wohlwollend an ihre ehemalige Hauslehrerin; die Zeitschrift rief zu einer Spendensammlung auf, um Betty Pettersson ein Denkmal zu errichten.

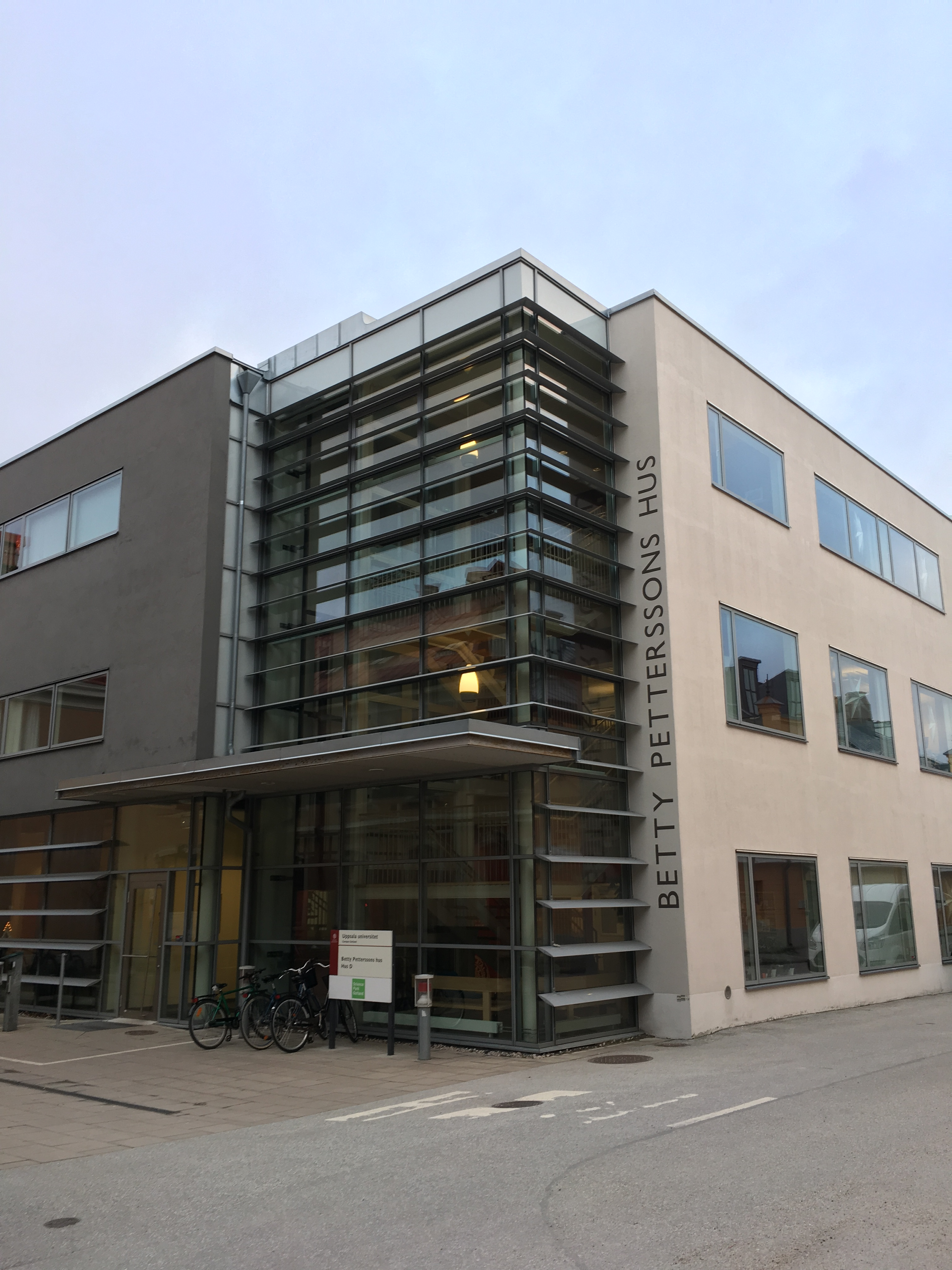
Betty Petterssons hus

Erinnerungstafeln befinden sich seit 1977 an der Fassade ihres Geburtshauses in der Adelsgatan 35, seit 1955 an der Schule, wo sie tätig war (heute Östra Real), und seit 1990 am Friedhof. Der Pub der Studentenverbindung Gotlands nation in Uppsala ist nach Betty Pettersson benannt, dort hängt auch ein Ölgemälde von ihr, das 2006 von Kajsa Hallberg gemalt wurde. Auch ein Hörsaal der Universität Uppsala auf dem Campus Gotland trägt ihren Namen (Betty Petterssons hus).